# FTSE MIB
FTSE MIB (Milano Indice di Borsa) er et aktieindeks over de 40 mest handlede børsnoterede aktier på Borsa Italiana. Aktieindekset drives af FTSE Group, et datterselskab til London Stock Exchange Group. I 2004 erstattede det MIB-30-indekset.